# Nombre parfait multiple

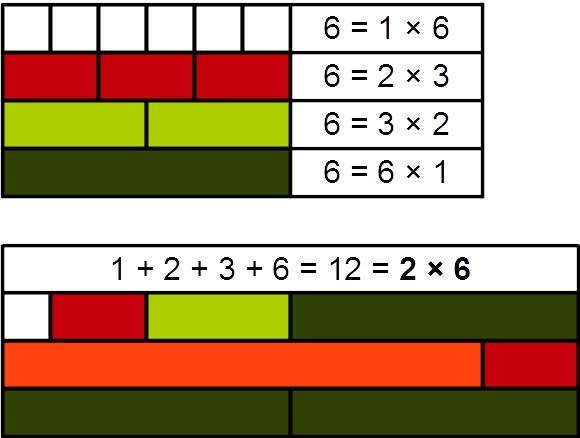
Démonstration, à l'aide de tiges Cuisenaire, de la 2-perfection du nombre 6

En mathématiques, un nombre parfait multiple (aussi appelé nombre multiparfait ou nombre plus-que-parfait) est une généralisation d'un nombre parfait. 
Pour un nombre naturel donné k, un nombre n est appelé k-parfait si et seulement si la somme de tous les diviseurs positifs de n,  {\displaystyle \sigma (n)\,}) est égale à kn; ainsi, un nombre est parfait si et seulement si il est 2-parfait. Un nombre qui est k-parfait pour un certain k est appelé un nombre parfait multiple. Les nombres k-parfaits sont connus pour chaque valeur de k jusqu'à 11 (juillet 2004).
Il peut être démontré que :
- Pour un nombre premier donné p, si n est p-parfait et p ne divise pas n, alors pn est (p + 1)-parfait. Ceci implique que si un entier n est un nombre 3-parfait divisible par 2 mais pas par 4, alors n/2 est un nombre parfait impair, pour lequel aucun n'est connu.
- Si 3n est 4k-parfait et 3 ne divise pas n, alors n est 3k-parfait.

## Plus petits nombresk-parfaits
La table suivante donne une vue d'ensemble des plus petits nombres k-parfaits pour {\displaystyle k\leq 7\,} (voir la suite A007539 de l'OEIS) :
| k | Plus petit nombre k-parfait                                                 | Découvert par                  |
| - | --------------------------------------------------------------------------- | ------------------------------ |
| 1 | 1                                                                           | anciens                        |
| 2 | 6                                                                           | anciens                        |
| 3 | 120                                                                         | anciens                        |
| 4 | 30 240                                                                      | René Descartes, environ 1638   |
| 5 | 14 182 439 040                                                              | René Descartes, environ 1638   |
| 6 | 154 345 556 085 770 649 600                                                 | Robert Daniel Carmichael, 1907 |
| 7 | 141 310 897 947 438 348 259 849 402 738 485 523 264 343 544 818 565 120 000 | TE Mason, 1911                 |